# Road Trip: Beer Pong
Road Trip: Beer Pong är en amerikansk film från 2009 regisserad av Steve Rash.

## Handling
Tre rumskamrater på college reser med en buss full med vackra modeller för att vara med i en ölpingistävling.

## Om filmen
Filmen är inspelad på Agnes Scott College och i Atlanta. Den hade världspremiär i USA den 11 augusti 2009. Den svenska gruppen The Animal Five bidrar med sin låt "I Love Myself For Hating You".

## Rollista
- DJ Qualls – Kyle Edwards
- Mary Cobb – Lydia
- Rhoda Griffis – mamma
- Preston Jones – Andy
- Michael Trotter – Korkin
- Julianna Guill – Katy
- Nestor Aaron Absera – Jake
- Daniel Newman – Raz-R
- Carter Gaston – Emcee

### Webbkällor
- Road Trip: Beer Pong på Internet Movie Database (engelska)

1. ↑  "IMDB - Road Trip Beer Pong Soundtrack"